# Ochsenzungen
Die Pflanzengattung Ochsenzungen (Anchusa), benannt nach den rinderzungenähnlichen Blättern, gehört zur Familie der Raublattgewächse (Boraginaceae). Die 30 bis 50 Arten sind hauptsächlich im Mittelmeergebiet heimisch. Auch im übrigen Europa, im westlichen Asien, in Nord- und Südafrika kommen Arten vor.

## Beschreibung

### Vegetative Merkmale
Anchusa-Arten wachsen als ein-, zweijährige bis ausdauernde krautige Pflanzen. Die Wurzeln und unterirdischen Sprossteile enthalten Alkannin (auch Anchusin genannt), einen auch bei anderen Raublattgewächsen (Alkanna, Echium, Lithospermum, Onosma) enthaltenen roten bis violetten Farbstoff. Die Behaarung ist meist rau oder selten weich anliegend. Die wechselständigen Laubblätter sind einfach.

### Generative Merkmale
Die endständigen, zymösen Blütenstände enthalten Hochblätter. Die zwittrigen, fünfzähligen Blüten sind radiärsymmetrisch bis leicht zygomorph. Die fünf Kelchblätter sind im unteren Drittel oder am Grund verwachsen; sie sind manchmal in der Fruchtreife etwas vergrößert. Die blauen bis purpurfarbenen oder gelben Kronblätter sind am Grund zu einer geraden bis gebogenen Röhre verwachsen; die Schlundanhängsel sind schuppig oder papillös und kurz behaart. Die fünf radförmig bis glockenförmig abstehenden Kronzipfel sind gleich oder ungleich. Es ist nur ein Kreis mit fünf Staubblättern vorhanden; sie sind mit der Kronröhre an ihrer Hälfte oder darunter verwachsen und sie überragen die Krone nicht. Die Staubfäden sind kurz und die Staubbeutel sind eiförmig-länglich. Zwei Fruchtblätter sind zu einem oberständigen Fruchtknoten verwachsen; er ist durch falsche Scheidewände in vier Klausen geteilt. Der Griffel überragt die Krone nicht und endet in einer kopfigen, zweiteiligen Narbe.
Es werden Klausenfrüchte gebildet, die in vier einsamige, nussartige Klausen zerfallen. Die Klausen sind gerade, nierenförmig oder schief eiförmig und haben eine netzrunzelige Oberfläche; die Ansatznarbe befindet sich am Grund oder in dessen Nähe und hat einen ringförmigen, verdickten und verhärteten Rand.
Die Chromosomengrundzahl beträgt x = 8, bei Anchusa thessala jedoch nur x = 6.

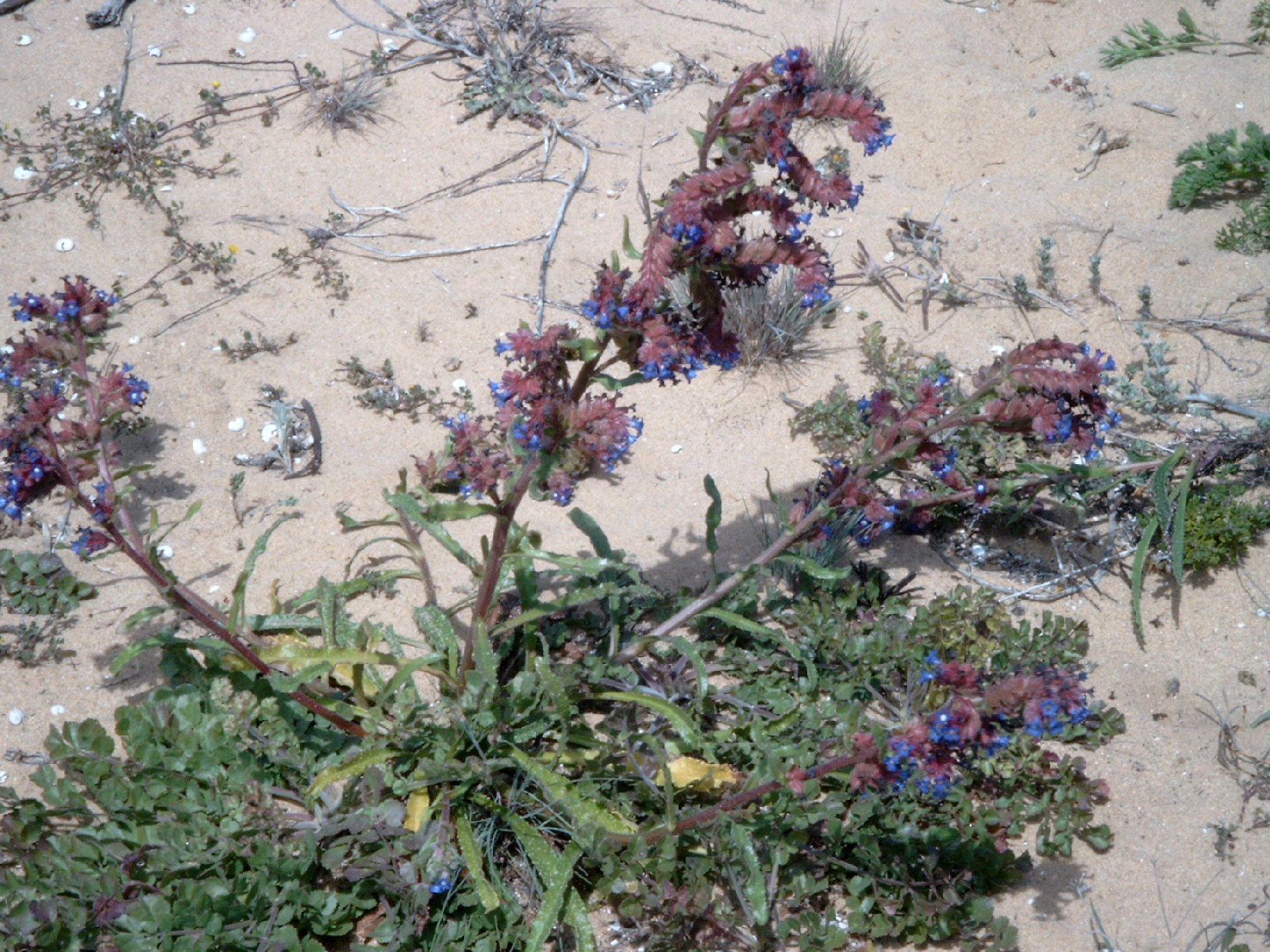
Untergattung Anchusa: Anchusa calcarea

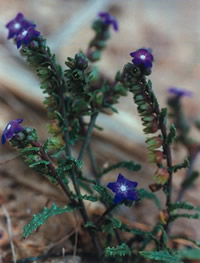
Untergattung Anchusa: Anchusa crispa

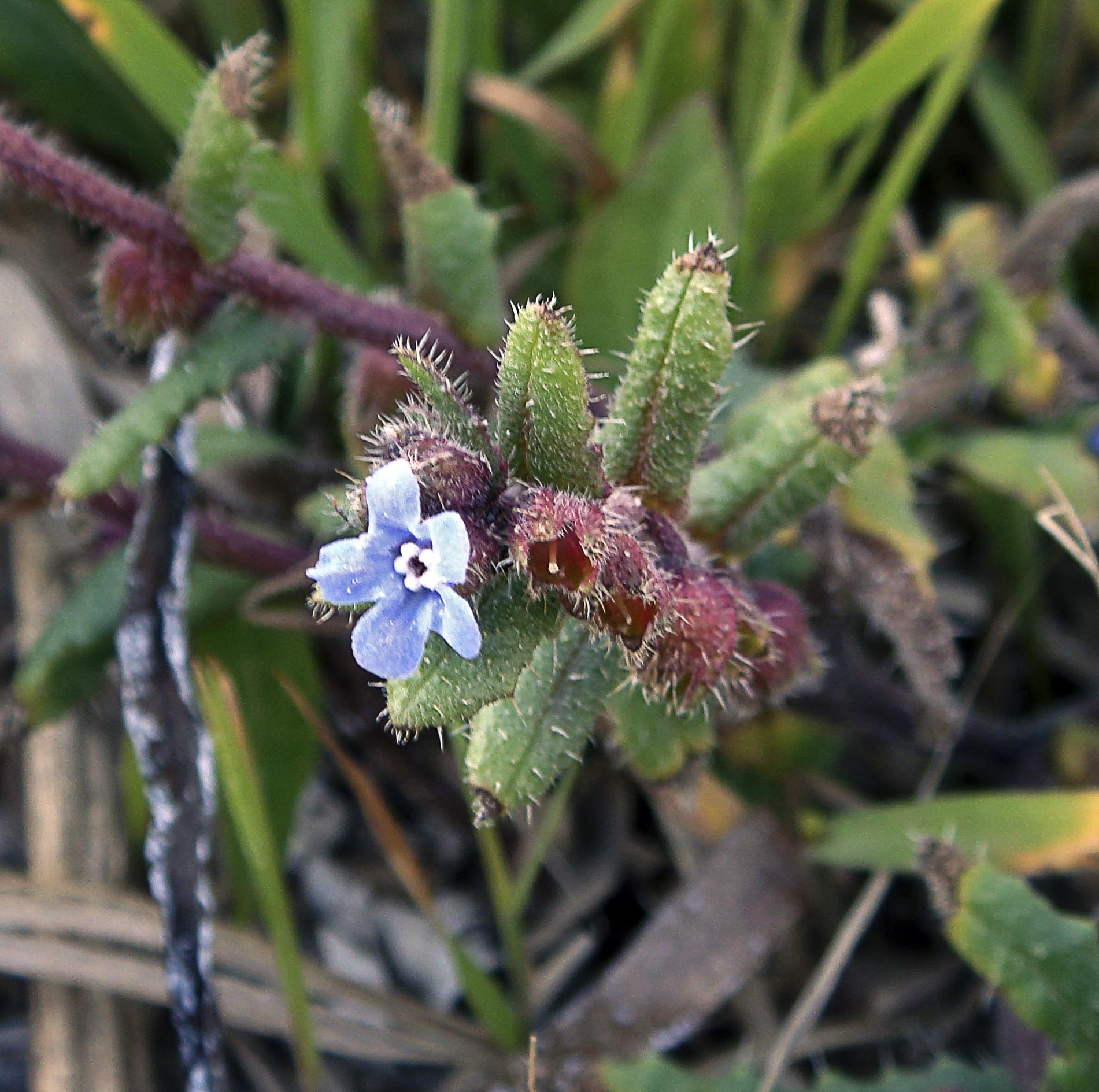
Untergattung Anchusa: Anchusa sardoa

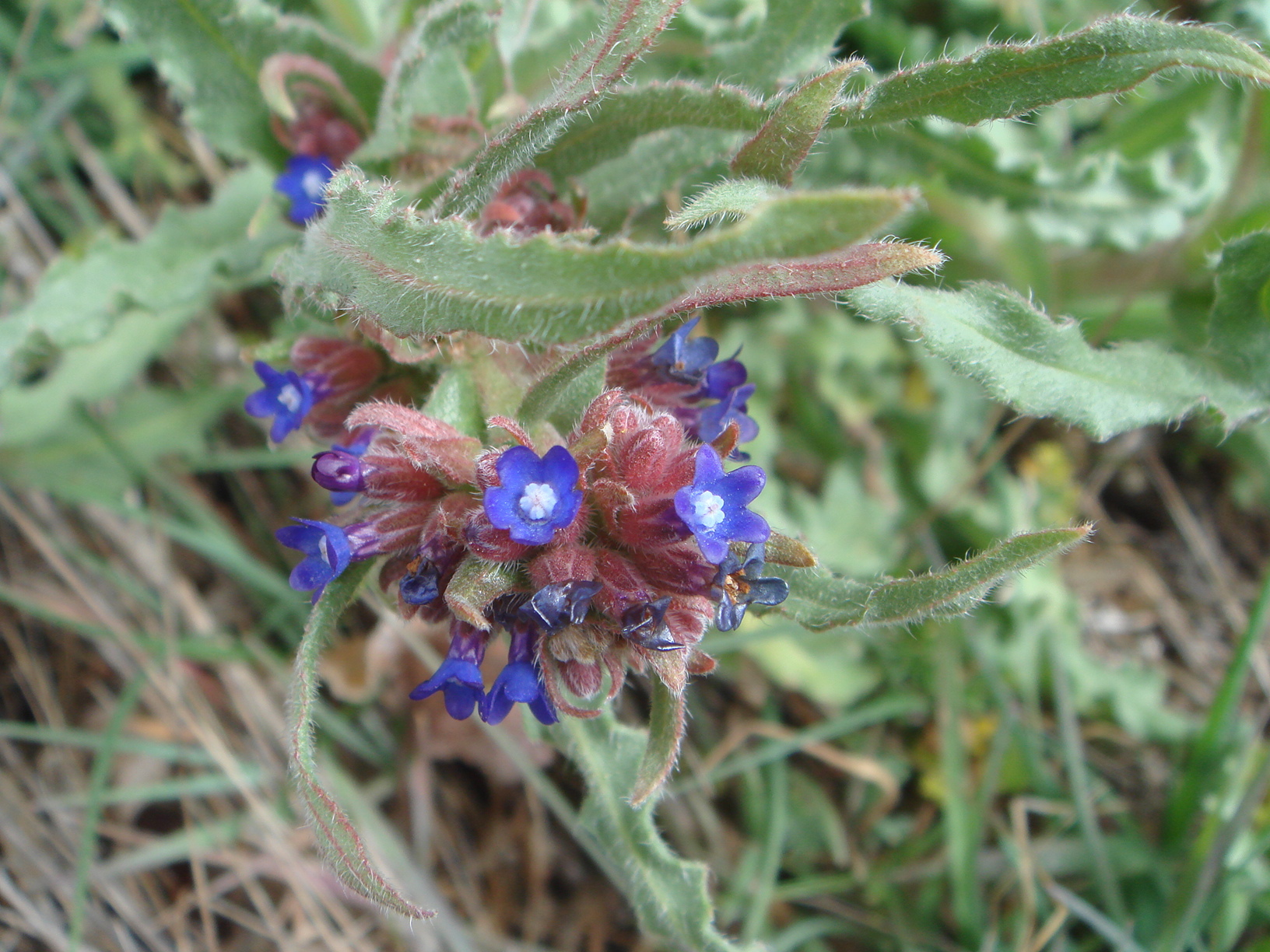
Untergattung Anchusa: Anchusa undulata subsp. undulata

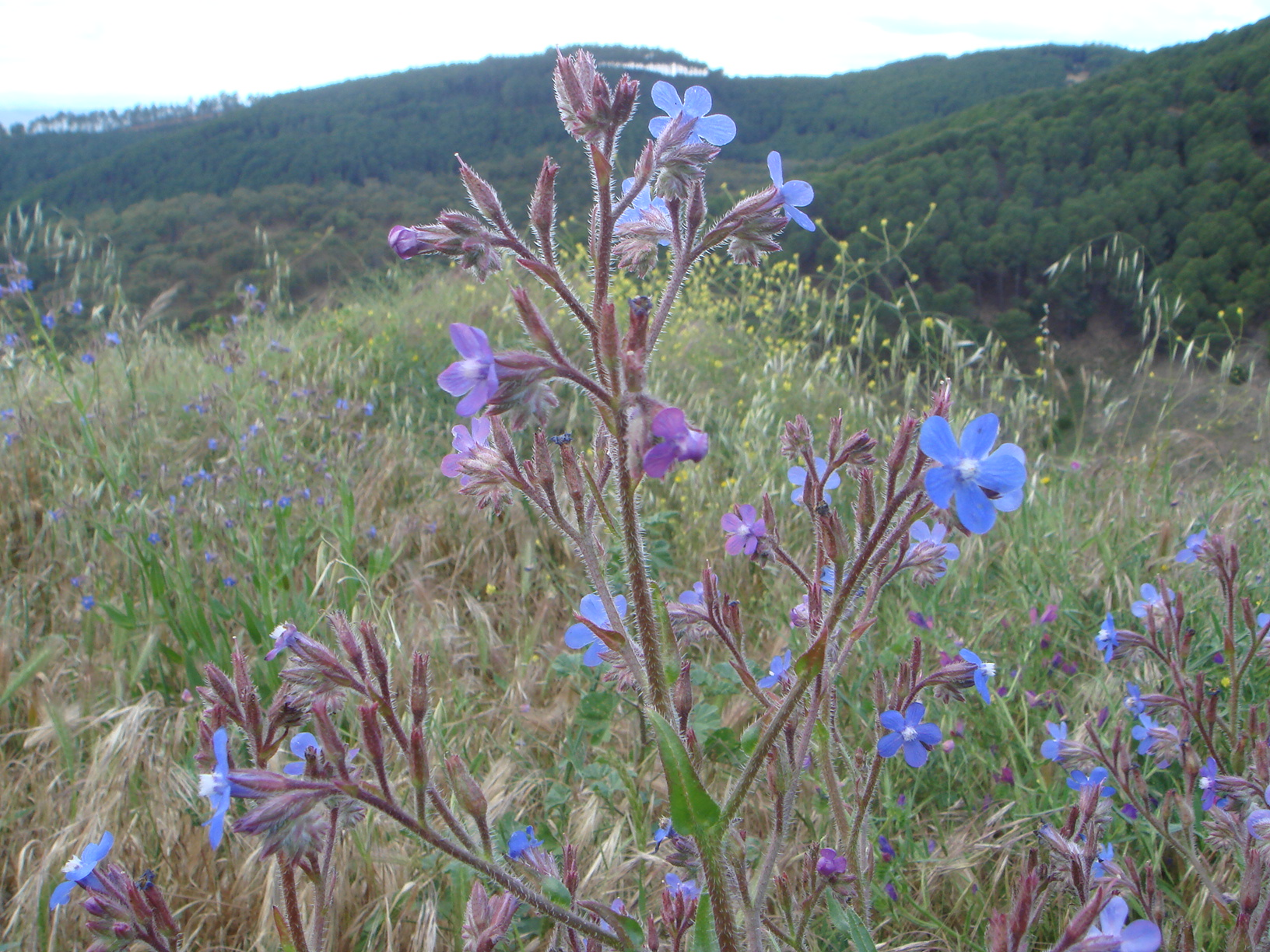
Untergattung Buglossum: Italienische Ochsenzunge (Anchusa azurea)

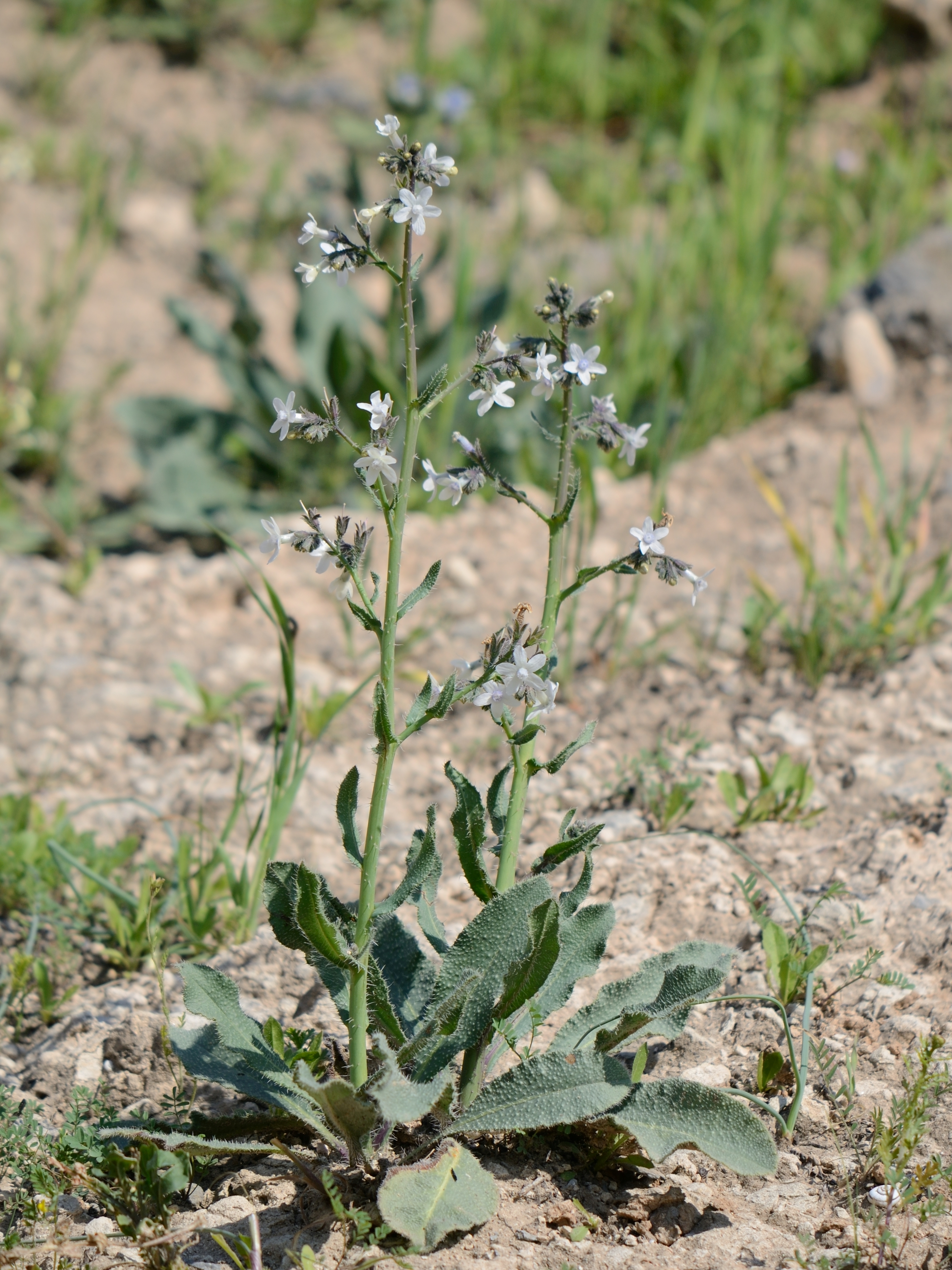
Untergattung Buglossum: Anchusa strigosa

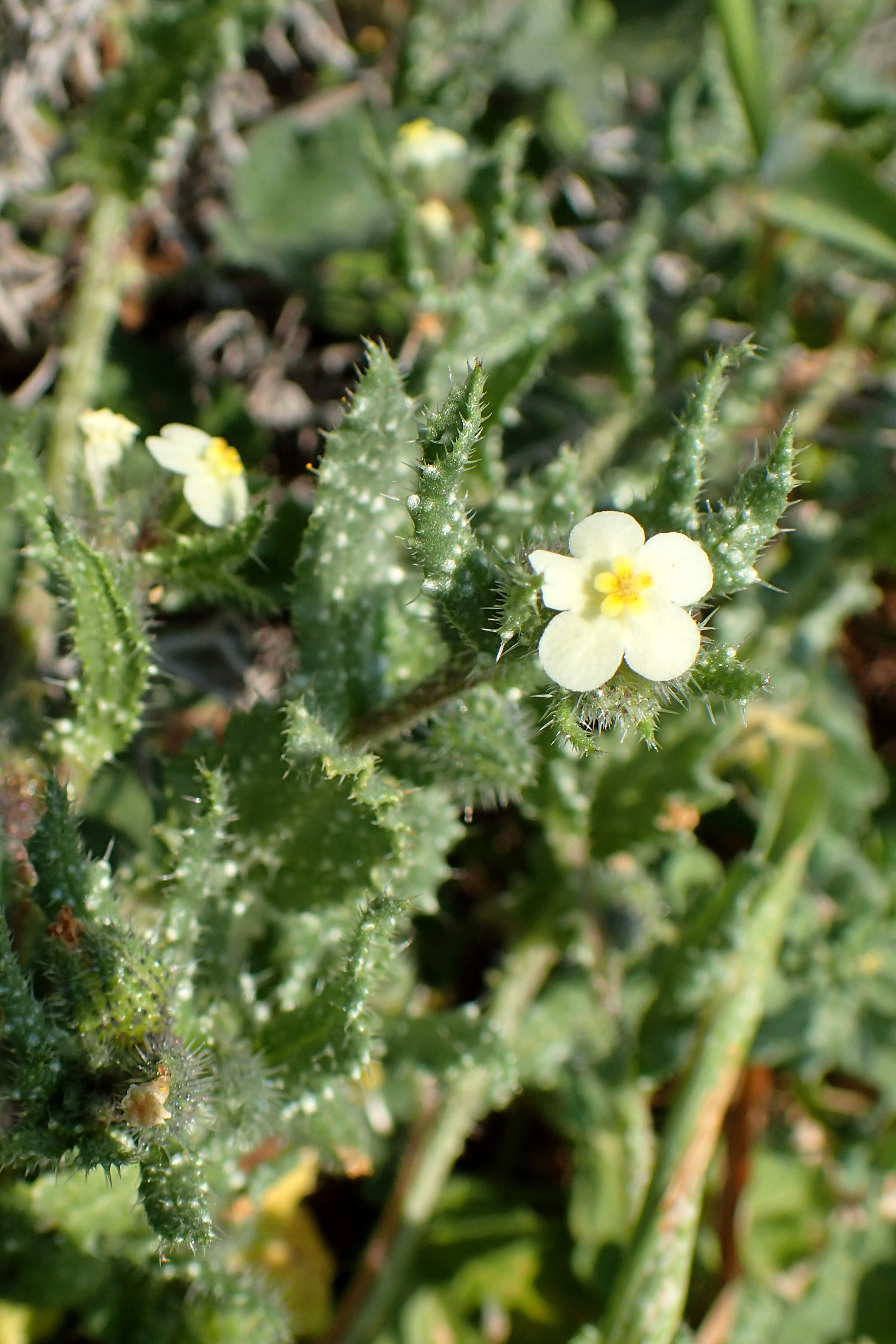
Untergattung Buglossoides: Ägyptische Ochsenzunge (Anchusa aegyptiaca)

## Systematik
Die Gattung Anchusa s. l. ist nach molekulargenetischen Untersuchungen monophyletisch; dazu war es erforderlich einige kleinere Gattungen (Gastrocotyle, Phyllocara) abzuspalten oder einige Arten in bestehende andere Gattungen auszugliedern. Die in der Gattung Anchusa s. str. verbleibenden Arten werden in fünf Untergattungen eingeteilt, deren Aufteilung aber auch deshalb befürwortet wird, weil sie paraphyletisch sind. Grundlage dieser Einteilung sind vor allem Fruchtmerkmale. Die bei einigen Arten aufgeführten Unterarten wurden in älterer Literatur oft als Arten geführt. Insgesamt gibt es etwa 30 bis 50 Anchusa-Arten:

### Untergattungen mit in der GattungAnchusaverbleibenden Arten
- Anchusa subgenus Anchusa: Diese Untergattung umfasst zweijährige oder ausdauernde Pflanzen. Die Schlundanhängsel sind einwärts gebogen. Die Klausenfrüchte sind quer-eiförmig und haben einen seitenständigen, stumpfen Schnabel.[5]
  - Anchusa affinis R.Br.: Die Heimat ist die Arabische Halbinsel und das tropische Afrika.[12]
  - Anchusa calcarea Boiss.: Die Heimat ist Portugal und Spanien.[6]
  - Anchusa capellii Moris: Die Heimat ist Sardinien.
  - Afrikanische Ochsenzunge (Anchusa capensis Thunb.): Die Heimat ist Südafrika und Namibia.[12]
  - Anchusa cespitosa Lam.: Die Heimat ist Kreta.
  - Anchusa crispa Viv.: Die Heimat ist Korsika und Sardinien.
  - Anchusa davidovii Stoj.: Die Heimat ist Bulgarien.[13]
  - Anchusa formosa Selvi, Bigazzi & Bacch.: Die Heimat ist Sardinien.
  - Anchusa gmelinii Ledeb. [4]
  - Anchusa leptophylla Roem. & Schult.: Die Heimat ist Südosteuropa, die Ägäis und Vorderasien.
  - Anchusa leucantha Selvi & Bigazzi: Die Heimat ist Griechenland.
  - Anchusa littorea Moris: Die Heimat ist Sardinien.[14]
  - Anchusa montelinasana Angius, Pontecorvo & Selvi: Die Heimat ist Sardinien.[14]
  - Blassgelbe Ochsenzunge (Anchusa ochroleuca M.Bieb.)
  - Gemeine Ochsenzunge (Anchusa officinalis L.)
  - Anchusa popovii (Guşul.) Dobrocz.[13]
  - Anchusa procera Besser[13]
  - Anchusa riparia DC.: Die Heimat ist Südafrika.[12]
  - Anchusa samothracica Bigazzi & Selvi: Die Heimat ist die griechische Insel Samothraki.
  - Anchusa sardoa (Illario) Bigazzi & Selvi: Die Heimat ist Sardinien.[14]
  - Anchusa undulata L.; mit den Unterarten:
    - Anchusa undulata subsp. atlantica (Ball) Braun-Blanqu. & Maire (Syn.: Anchusa atlantica Ball, Anchusa mairei Guşul., Anchusa pseudogranatensis (Braun-Blanq. & Maire) Sennen & Mauricio): Die Heimat ist Marokko.[15]
    - Anchusa undulata subsp. granatensis (Boiss.) Valdés (Syn.: Anchusa subglabra Caballero): Die Heimat ist die südwestliche und südliche Iberische Halbinsel.[6]
    - Anchusa undulata subsp. hybrida (Ten.) Bég. (Syn.: Anchusa hybrida Ten.): Die Heimat ist das zentrale und östliche Mittelmeergebiet.[10][5]
    - Anchusa undulata subsp. lamprocarpa Br.-Bl. & Maire: Die Heimat ist Marokko.[15]
    - Anchusa undulata subsp. sartorii (Guşul.) Selvi & Bigazzi (Syn.: Anchusa sartorii Guşul., Anchusa macrosyrinx Rech. f.): Die Heimat ist Griechenland.[5]
    - Anchusa undulata subsp. undulata: Die Heimat ist die Iberische Halbinsel;[6] es sind Einzelfunde in Griechenland bekannt.[5]

  - Anchusa velenovskyi (Guşul.) Stoj.: Die Heimat ist Bulgarien und Rumänien.[13]

- Anchusa subgenus Buglossum (Gaertn.) Guşul. [16]: Diese Untergattung umfasst ausdauernde Pflanzen. Die Schlundanhängsel sind aufrecht und sind mit keulenförmigen Trichomen bedeckt. Die Klausenfrüchte sind aufrecht, länglich, sehr groß und an der Spitze gerundet.[5]
  - Italienische Ochsenzunge (Anchusa azurea Mill., Syn.: Anchusa italica Retz.): wird als Zierpflanze verwendet.[17]
  - Anchusa strigosa Banks & Solander

- Anchusa subgenus Buglossoides (Rchb.) Guşul.:[16] Diese Untergattung umfasst einjährige Pflanzen. Die Schlundanhängsel sind auswärts gebogen. Die Klausenfrüchte sind fast aufrecht mit einem spitzen, fast senkrechten Schnabel und einem stark verdickten Ring.[5]
  - Ägyptische Ochsenzunge (Anchusa aegyptiaca (L.) A.DC.)
  - Anchusa iranica Rech.f. & Esfand.[16]
  - Anchusa milleri Sprengel
  - Anchusa puechii Valdés [6]: Die Heimat ist Spanien.[13]

- Anchusa subgenus Buglossellum Guşul.: Diese Untergattung umfasst einjährige Pflanzen. Die Schlundanhängsel sind einwärts gebogen. Die Klausenfrüchte sind fast aufrecht oder quer eiförmig und haben einen seitenständigen, stumpfen Schnabel.[5]
  - Anchusa pusilla Guşul.
  - Anchusa stylosa M.Bieb.: Die Heimat ist Südosteuropa und die Türkei;[13] mit den Unterarten:
    - Anchusa stylosa subsp. spruneri (Boiss.) Selvi & Bigazzi (Syn.: Anchusa spruneri Boiss.)
    - Anchusa stylosa subsp. stylosa

  - Anchusa thessala Boiss. & Spruner: Die Heimat ist Griechenland, Bulgarien, Rumänien, die Ukraine, Russland und die Türkei.[13]

- Anchusa subgenus Limbata Chamb. & R.R.Mill: Diese Untergattung umfasst zweijährige Pflanzen. Der Kronsaum ist stark verkürzt, die Schlundanhängsel sind aufrecht. Die Klausenfrüchte sind quer-eiförmig und haben einen seitenständigen, stumpfen Schnabel.[18][19] Mit der einzigen Art:
  - Anchusa limbata Boiss. & Heldr.: Ein Lokalendemit des südwestlichen Anatoliens, der nur von einem einzigen Fundort[18] bekannt ist.[7]

- Ohne Zuordnung zu einer Untergattung:
  - Anchusa tiberiadis Post: Die Heimat ist Israel, Jordanien, Libanon und Syrien.[13]

### Arten, die in neueren Arbeiten in andere Gattungen gestellt wurden
Die folgenden Arten werden heute anderen Gattungen zugeordnet:
- Anchusella Bigazzi et al.:
  - Anchusella cretica (Mill.) Bigazzi, E.Nardi & Selvi (Syn.: Anchusa cretica Mill.)
  - Anchusella variegata (L.) Bigazzi, E.Nardi & Selvi (Syn.: Anchusa variegata (L.) Lehm.)
- Cynoglottis (Guşul.) Vural & Kit Tan, mit den Unterarten:
  - Cynoglottis barrelieri (All.) Vural & Kit Tan subsp. barrelieri (Syn.: Anchusa barrelieri (All.) Vitman)
  - Cynoglottis barrelieri subsp. serpentinicola (Rech. f.) Vural & Kit Tan (Syn.: Anchusa serpentinicola Rech. f.)
  - Cynoglottis chetikiana Vural & Kit Tan
- Gastrocotyle Bunge: mit nur zwei Arten:[7]
  - Gastrocotyle hispida (Forssk.) Bunge (Syn.: Anchusa hispida Forssk.)
  - Gastrocotyle macedonica (Degen & Dörfl.) Bigazzi, Hilger & Selvi (Syn.: Anchusa macedonica Degen & Dörfler)[20]
- Hormuzakia Guşul.:
  - Hormuzakia aggregata (Lehm.) Guşul. (Syn.: Anchusa aggregata Lehm.)
  - Hormuzakia negevensis (Danin) Danin & Hilger (Syn.: Anchusa negevensis Danin)
- Lycopsis L.:
  - Ackerkrummhals (Lycopsis arvensis L., Syn.: Anchusa arvensis (L.) M.Bieb.)
  - Lycopsis orientalis L. (Syn.: Anchusa ovata Lehmann, Anchusa orientalis (L.) Rchb. non L.)
- Pentaglottis Tausch: Es ist eine monotypische Gattung mit der einzigen Art:
  - Pentaglottis sempervirens (L.) L.H.Bailey (Syn.: Anchusa sempervirens L.)
- Phyllocara Guşul.: Es ist eine monotypische Gattung mit der einzigen Art:
  - Phyllocara aucheri (A.DC.) Guşul. (Syn.: Anchusa aucheri A.DC.): Es ist eine einjährige Art in Anatolien.[7]